# Santa Regina (Uruguay)
Santa Regina es una localidad balnearia uruguaya del departamento de Colonia.

## Ubicación
Este balneario rural se encuentra situado en la zona sureste del departamento de Colonia, sobre las costas del Río de la Plata, al oeste y junto a la desembocadura del arroyo Sauce Grande en el Río de la Plata. Posee acceso por camino secundario desde la ruta 1 en su km 114.500. Limita al este con el balneario Brisas del Plata.

## Población
Según el censo del año 2011 el balneario contaba con una población permanente de 52 habitantes, este número se ve incrementado en los meses de verano debido al turismo.
| 29            | 40 | 27 | 14 | 19 | 52 |
| (Fuente: INE) |    |    |    |    |    |